# Chenani
Chenani è una città dell'India di 2.159 abitanti, situata nel distretto di Udhampur, nel territorio del Jammu e Kashmir. In base al numero di abitanti la città rientra nella classe VI (meno di 5.000 persone).

## Geografia fisica
La città è situata a 33° 03' 22 N e 75° 16' 02 E.

## Società

### Evoluzione demografica
Al censimento del 2001 la popolazione di Chenani assommava a 2.159 persone, delle quali 1.189 maschi e 970 femmine. I bambini di età inferiore o uguale ai sei anni assommavano a 268, dei quali 146 maschi e 122 femmine. Infine, coloro che erano in grado di saper almeno leggere e scrivere erano 1.722, dei quali 1.014 maschi e 708 femmine.